# 三关遗址
三关遗址，位于中国河北省张家口市三关，为张家口市蔚县的一个全国重点文物保护单位，类型为古遗址，公布时间为2013年5月。
三关遗址的历史年代为新石器时代、商。